# KV-85
KV-85(러시아어: КВ-85)는 제2차 세계 대전 중 소련이 개발한 중전차다. "KV"는 1940년부터 1943년까지 생산된 소련의 중전차의 공식 명칭으로, 클리멘트 보로실로프 장군의 이름에서 따왔다. 숫자 85는 전차의 주무장인 85 mm 방공포 M1939 (52-K)에서 유래했다.
KV-85는 1943년 5월과 7월 사이에 독일에서 새로운 중전차 "티거"가 출현하자 시험 공장 100의 설계국에 의해 개발되었다. 1943년 8월 8일 붉은 군대가 KV-85를 채택했고 1943년 10월까지 첼랴빈스크 키로프스키 공장에서 생산되었다. KV-85의 생산이 중단된 이유는 KV-85 생산 공장이 KV-85보다 성능이 개선된 IS-1 중전차로 생산을 전환했기 때문이다. 총 148대의 KV-85가 건조되었는데, 1944년 전투에서 적극적으로 사용되었다. 생산된 KV-85 대부분은 1944년과 1945년 사이에 파괴되었고, 러시아에는 한 대의 진짜 KV-85와 한 대의 초기 실험용 탱크 "Element 238"만이 남아있다.

## 개발
1942년 말부터 1943년 초까지 독일의 신형 중전차 "티거"가 도입되면서 소련의 중전차 KV-1과 KV-1의 "빠른" 개량형은 구식이 되었다. 1941년과 1942년 초에 독일군 전차와 대전차포가 관통하지 않았던 KV 전차 장갑은 티거가 쉽게 관통할 수 있었고, KV에 장착된 76mm ZIS-5포는 200m 미만의 거리에서만 티거 전차의 장갑을 관통할 수 있었다. 이러한 상황에서, 붉은 군대는 티거의 장갑을 뚫을 수 있는 새로운 IS 중전차와 대전차포의 시제품을 개발할 것을 촉구했다. 소련이 노획한 "Tigra"의 탄흔을 분석한 결과, 최대 1,000m 거리에서 티거의 정면 장갑이 85 mm 방공포 M1939 (52-K)의 포탄에 의해 뚫린 것이 발견되었다. 이를 기반으로 1943년 5월 5일 국무위원회 회의에서 "전차의 무장 강화 및 자주포 설비에 관한" 결의안 제3289호가 채택되었다. 전차와 포병 설계자들은 85 mm 방공포를 장착한 전차와 자주포를 개발하는 임무를 맡았다. 이 포들은 KV-1의 사령 포탑과 새로운 중전차 IS에 설치될 예정이었다. 85mm 포를 장착하는 아이디어는 1941년 이전에 등장했고 KV 전차의 개발 초기 단계에서 여러 차례 제안되었지만, 티거 전차가 등장하기 전에는 다양한 이유로 거부되었다.
바실리 가브릴로비치 그라빈이 지휘하는 중앙포병설계국(CACB)과 표도르 페트로프가 지휘하는 9번 포병설계국이 이 임무를 맡았다. 해당 조직들은 각각의 무기 설계를 수행하려고 노력했고, 국장들은는 "경쟁자"에 대한 고발과 특정 기술적 또는 조직적 문제에 대한 답변을 담은 편지를 상급 기관에 반복적으로 보냈다. 그러나 1943년 6월 14일, 두 팀은 실험용 전차에 장착하기 위한 포를 개발하는데 성공했다. 중앙포병설계국은 76 mm ZIS-5 계열 전차포를 기반으로 85 mm S-31 포를 개발했다. 9번 포병설계국은 76 mm 전차포 M1940 F-34에서 가져온 자주포 85mm D-5C 포를 사용했다.
1943년 7월 20일, 실험 공장 100호는 85 mm S-31 포와 85mm D-5C 포를 장착한 2대의 KV 전차를 조립했다. 이 중 첫 번째는 "Obj.238"이라 불리는 KV-85G였다. 이 기관차는 KV-1S 전차의 기술적 요구에 완전히 부합했고, 포탑에 장착한 포는 76mm ZIS-5 포를 85mm C-31 포로 대체했다. 두 번째 실험 전차는 요제프 야코블레비치 코틴의 지시로 CHKZ와 100호 공장의 설계자들이 주도적으로 제작한 "Obj. 239" 또는 KV-85였다. 새로운 IS 전차의 포탑에 재고분이 있었기 때문에, IS 전차의 포탑이 KV-1의 차체에 장착되어 전투 부대가 사용하는 포탑의 하부 기어 지름이 1,535mm에서 1,800mm로 늘어났다. 일반적으로 전방 포신의 지름이 전투용 차체 부분의 상부 폭을 초과했기 때문에, 이 포탑을 운용하는 것은 기술적으로 매우 어려웠다. 이는 전방 포신의 움직이는 부분 아래에 원통형 장갑 부속품을 녹임으로서 해결했다. "Obj. 239"의 무장을 위한 두 번째 S-31 포가 없었기 때문에, KV-85에는 9번 포병설계국의 85mm D-5T 포를 장착했다. KV-85는 두 대의 IS 전차 시제품과 함께 공장 시험에 참가했다. KV-85는 284.5 km/h의 평균 속도로 시험되었다. 붉은 군대의 새로운 전차에 대한 필요성 때문에, 이 시험들은 소련 정부가 주도했고,  KV-85의 완성을 기다리지 않고 소련 정부는 KV-85의 채택과 일련 생산에 관한 결의안 제3891호를 채택했다.